# Penumbra: Overture
Penumbra: Overture je první dílem ze série epizodických survival hororových videoher vyvinutých studiem Frictional Games. Hra měla být prvním dílem nové trilogie, s oznámením druhého dílu Penumbra: Black Plague však bylo uvedeno, že druhá epizoda bude závěrečnou kapitolou série. Nicméně byl nakonec vydán datadisk k druhému dílu zvaný Penumbra: Requiem, jenž je technicky třetí kapitolou v sérii.
Hra byla vydána 30. března 2007 pro Microsoft Windows.